# 霍普威爾加登斯 (佛羅里達州)
霍普威爾加登斯（英語：Hopewell Gardens）是位於美國佛羅里達州希爾斯波羅縣的一個人口普查指定地區。

## 地理
霍普威爾加登斯的座標為27°58′47″N 82°07′43″W / 27.97972°N 82.12861°W，而該地最高點為海拔高度43米（即141英尺）。

## 人口
根據2010年美國人口普查的數據，霍普威爾加登斯的面積為5.00平方千米，當中陸地面積為5.00平方千米，而水域面積為5.00平方千米。當地共有人口500人，而人口密度為每平方千米100人。